# تشيب إي.
تشيب إي. (بالإنجليزية: Chip E.)‏ هو منتج أسطوانات وملحن ودي جيه أمريكي، ولد في 15 مارس 1966 في شيكاغو في الولايات المتحدة.

## وصلات خارجية
- الموقع الرسمي
- تشيب إي. على موقع IMDb (الإنجليزية)
- تشيب إي. على موقع ميوزك برينز (الإنجليزية)
- تشيب إي. على موقع إن إن دي بي (الإنجليزية)
- تشيب إي. على موقع أول ميوزيك (الإنجليزية)
- تشيب إي. على موقع ديسكوغز (الإنجليزية)